# Rhyan White
Rhyan White (Herriman, 25 de janeiro de 2000) é uma nadadora estadunidense, medalhista olímpica.

## Carreira
White conquistou a medalha de prata nos Jogos Olímpicos de Verão de 2020 em Tóquio na prova de revezamento 4×100 m medley feminino, ao lado de Regan Smith, Lydia Jacoby, Torri Huske, Abbey Weitzeil, Lilly King, Claire Curzan e Erika Brown, com a marca de 3:51.73.